# فرودگاه کری لیک (کریستال لودج)
فرودگاه کری لیک (کریستال لودج) (به انگلیسی: Cree Lake (Crystal Lodge) Airport) یک فرودگاه خصوصی است که یک باند فرود رس دارد و طول باند آن ۹۷۱ متر است. این فرودگاه در کشور کانادا قرار دارد و در ارتفاع ۴۹۲ متری از سطح دریا واقع شده‌است.